# Medetera bweza
Medetera bweza är en tvåvingeart som beskrevs av Grichanov 2000. Medetera bweza ingår i släktet Medetera och familjen styltflugor.
Artens utbredningsområde är Kongo. Inga underarter finns listade i Catalogue of Life.